# Tiril Eckhoff
Tiril Kampenhaug Eckhoff (* 21. Mai 1990 in Bærum) ist eine ehemalige norwegische Biathletin. Sie ist zehnmalige Weltmeisterin und gewann bei den Olympischen Winterspielen 2014 und 2022 die Goldmedaille in der Mixed-Staffel. In der Saison 2020/21 gewann Eckhoff den Gesamtweltcup, dazu konnte sie 29 Einzelrennen gewinnen.

## Leben

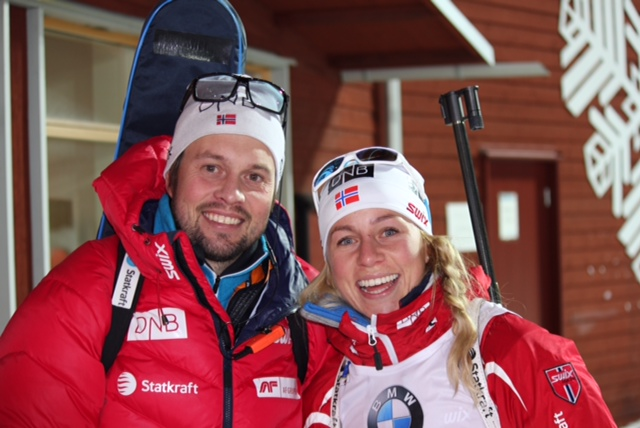
Tiril Eckhoff mit ihrem Bruder Stian

Tiril Eckhoff stammt aus einer sportbegeisterten Familie. Sie ist die Tochter von Knut Eckhoff und Elin Kampenhaug und verbrachte ihre Kindheit in Bærum, einem Vorort der norwegischen Hauptstadt Oslo. Ihr Bruder ist der Olympiateilnehmer und Biathlon-Weltmeister Stian Eckhoff, der sie zeitweise als Nationaltrainer betreute. Ihre ältere Schwester Kaja war bis 2007 ebenfalls Biathletin.
Sie besuchte das private Sportgymnasium NTG Lillehammer und studierte anschließend an der NTNU Trondheim den Ingenieurstudiengang „Produktentwicklung und Produktion“, von dem Eckhoff sich später zunächst beurlauben ließ und das Studium dann zugunsten ihrer Biathlonkarriere komplett aufgab.
Im Sommer 2016 zog Tiril Eckhoff zusammen mit ihrem Lebensgefährten Ånund Lid Byggland, einem ehemaligen norwegischen Skilangläufer, von Trondheim nach Oslo. Die beiden sind bereits seit über zehn Jahren ein Paar und haben sich in der Weihnachtspause der Saison 2021/22 verlobt.

## Karriere

### Anfänge (2008 bis 2011)
Tiril Eckhoff startete für Fossum IF und bestritt 2008 bei den Junioren-Weltmeisterschaften in Ruhpolding ihre ersten internationalen Meisterschaften und belegte dort die Plätze 7 im Einzel, 31 im Sprint und 32 in der Verfolgung. Zum Auftakt der Saison 2008 debütierte die Norwegerin bei den Frauen im IBU-Cup. In Idre gewann sie als 31. in ihrem ersten Sprint gleich erste Punkte. In Canmore folgte die erneute Teilnahme bei einer Junioren-WM, bei der Eckhoff Achte des Einzels wurde, 20. im Sprint, 14. der Verfolgung sowie Staffel-Fünfte. Zum dritten Mal nahm sie in Torsby an einer Junioren-WM teil, bei der sie 30. im Einzel wurde, 16. im Sprint und 14. der Verfolgung. Weitaus besser verliefen die Junioren-Wettbewerbe bei den Biathlon-Europameisterschaften 2010 in Otepää. Eckhoff gewann den Titel im Sprint, wurde hinter Synnøve Solemdal und Anastassija Kalina in der Verfolgung ebenso wie hinter Monika Hojnisz und Kaia Woeinen Nicolaisen im Einzel die Bronzemedaillen. Für das Staffelrennen wurde sie in die Frauen-Staffel Norwegens an die Seite von Nicolaisen, Fanny Horn und Solemdal berufen, mit der sie eine weitere Medaille als Viertplatzierte knapp verpasste. Zum Ende der Saison gewann Eckhoff in Brusson bei den Militär-Skiweltmeisterschaften 2010 mit Kari Henneseid Eie, Anne Ingstadbjørg und Jori Mørkve den Titel im Militärpatrouillenlauf.
Bei den Junioren-Weltmeisterschaften 2011 in Nové Město na Moravě erreichte Eckhoff nach Rang 16 im Sprint in der Verfolgung den fünften Platz. Mit der Staffel verpasste sie als Vierte nur knapp eine Medaille. Beim Saisonfinale des Winters 2010/11 in Oslo startete sie erstmals im Biathlon-Weltcup und verfehlte sowohl im Sprint als auch im Verfolgungsrennen die Punkteränge nur knapp.

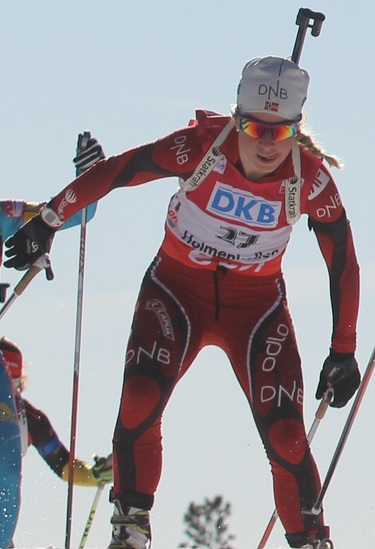
Tiril Eckhoff beim Weltcup 2013 am Holmenkollen

### Erste Einsätze im Weltcup (2011 bis 2013)
Ab der Saison 2011/12 wurde Tiril Eckhoff öfter im Weltcup eingesetzt. Nach einigen Starts im zweitklassigen IBU-Cup startete sie Anfang 2012 bei den Weltcuprennen in Antholz, Oslo und Kontiolahti, verfehlte jedoch auch dort die Punkteränge. Bei den IBU-Cup-Rennen in Altenberg wurde sie in drei Rennen einmal Vierte und zweimal Zweite und durfte beim Saisonfinale des Weltcups in Chanty-Mansijsk an den Start gehen. Dort erreichte sie mit einem 24. Platz im Sprint und einem 20. Platz in der Verfolgung die Punkteränge und qualifizierte sich zudem für den Massenstart, wo sie als Siebte auch zum ersten Mal eine Top-10-Platzierung im Weltcup erreichte. Die Saison beendete Eckhoff auf dem 54. Platz der Gesamtwertung.
Ab der Saison 2012/13 war Eckhoff ein fester Bestandteil der norwegischen Weltcupmannschaft. Anfangs erreichte sie jedoch nur in wenigen Rennen die Punkteränge, beim Sprint in Oberhof verfehlte sie sogar einen Platz unter den besten 60 Athletinnen, um sich für das Verfolgungsrennen zu qualifizieren. In der Folge wurde sie auch nicht für die Biathlon-Weltmeisterschaften 2013 in Nové Město na Moravě eingesetzt, die für die norwegische Damenmannschaft mit Staffel- und Mixedstaffelgold sowie jeweils zwei Gold- und Silbermedaillen in Einzelrennen durch Tora Berger sehr erfolgreich verliefen. Eckhoff musste stattdessen im IBU-Cup in Martell in Südtirol starten. Mit einem siebten Platz im Sprint und einem sechsten Platz im Verfolgungsrennen erreichte sie dort gute Platzierungen, obwohl sie im Verfolgungsrennen nach sieben Schießfehlern mehr als einen Kilometer zusätzliche Laufstrecke in der Strafrunde absolvieren musste. Den Rest des Winters startete sie wieder im Weltcup, beendete jedes Einzelrennen in den Punkterängen und erreichte drei weitere Top-10-Platzierungen. Beim Weltcup in Sotschi, der als Vorbereitung auf die Olympischen Winterspiele im folgenden Jahr veranstaltet wurde, ging sie zum ersten Mal mit der norwegischen Mannschaft im Weltcup bei einem Staffelrennen an den Start. Gemeinsam mit Hilde Fenne, Ann Kristin Flatland und Tora Berger erreichte sie den dritten Platz und sicherte sich damit ihre erste Podiumsplatzierung im Weltcup. Die Saison schloss sie als 29. der Gesamtwertung ab.

### Olympisches Gold (2013 bis 2015)
Der Start in die neue Saison 2013/14 gestaltete sich für Tiril Eckhoff mit einem vierten Platz im Auftaktrennen – dem Einzelwettkampf über 15 km im schwedischen Östersund überaus erfolgreich. Insbesondere da dieser Wettkampf für eine eher unterdurchschnittlich gute Schützin wie Eckhoff nicht zu den Paradedisziplinen zählt. Nach einem dritten Platz im Staffelrennen in Annecy/Le Grand-Bornand erreichte sie dort im Verfolgungsrennen ebenfalls den dritten Platz und damit ihre erste Podiumsplatzierung in einem Einzelrennen im Weltcup. Es folgten mehrere Top-10-Platzierungen, die größten Erfolge feierte Eckhoff aber bei den Olympischen Spielen 2014 in Sotschi. Nach zwei 18. und einem 24. Platz im Sprint-, Einzel- und Verfolgungswettkampf gewann Eckhoff hinter Darja Domratschawa und Gabriela Soukalová die Bronzemedaille. Sie wurde daraufhin auch im Mixedstaffelrennen eingesetzt und gewann gemeinsam mit Tora Berger, Ole Einar Bjørndalen und Emil Hegle Svendsen olympisches Gold. Nachdem Synnøve Solemdal nach nur zwei Rennen ihre Teilnahme an den Olympischen Spielen aus gesundheitlichen Gründen beenden musste, ging Eckhoff mit Fanny Welle-Strand Horn, Ann Kristin Flatland und Tora Berger beim Staffelrennen an den Start und gewann eine weitere Bronzemedaille. Beim folgenden Weltcup auf der Pokljuka-Hochebene erreichte Eckhoff in allen drei Rennen gute Top-10-Platzierungen, beim Saisonfinale in Oslo verfehlte sie als 61. des Sprints die Qualifikation für das anschließende Verfolgungsrennen. In der Gesamtwertung des Weltcups erreichte sie als Siebte zum ersten Mal einen Platz unter den besten Zehn Athletinnen und auch in allen Disziplinwertungen des Winters konnte sie sich in den Top 10 platzieren.
Bei den ersten Rennen der Saison 2014/2015 in Östersund feierte Eckhoff im Sprint ihren ersten Weltcupsieg. Im Laufe der Saison folgten mehrere Podiums- und Top-10-Platzierungen. Im März 2015 nahm sie zum ersten Mal an Weltmeisterschaften in Biathlon teil. Bei den Wettkämpfen in Kontiolahti gewann sie mit Bronze im Mixedstaffelrennen gemeinsam mit Fanny Welle-Strand Horn sowie den Brüdern Johannes Thingnes und Tarjei Bø ihre erste WM-Medaille. In den Einzelrennen verfehlte sie Top-10-Platzierungen und damit auch deutlich die Medaillenränge. Die norwegische Damenstaffel mit Marte Olsbu, Synnøve Solemdal, Fanny Welle-Strand Horn und Eckhoff erreichte nur den vierten Rang, etwa 20 Sekunden hinter der drittplatzierten Staffel aus Italien.

### Erster Weltmeistertitel (2015 bis 2017)
Nach einem perfekten Start in den Winter 2015/16 mit einem Sieg im Mixedstaffelrennen in Östersund mit Fanny Horn Birkeland sowie den Brüdern Johannes Thingnes Bø und Tarjei Bø platzierte sie sich überwiegend in den Top 10, beim Massenstart in Ruhpolding erreichte sie als Dritte das Ziel. Sie reiste nicht nach Übersee zu den Wettkämpfen in Canmore und Presque Isle, sondern nutzte gemeinsam mit Birkeland ein Wochenende im zweitklassigen IBU-Cup als Vorbereitung auf die Heim-WM in Oslo. Nachdem sich beide im Einzelrennen über 15 km nach jeweils vier Schießfehlern lediglich Top-10-Ergebnisse erreichten, dominierten sie den Sprintwettkampf. Eckhoff gewann das Rennen mit zwei vor Birkeland mit einem Fehler, auf Rang drei folgte mit deutlichem Abstand die fehlerfreie Nadine Horchler. Bei den Weltmeisterschaften folgte auf eine Bronzemedaille im Mixedstaffelrennen gemeinsam mit Marte Olsbu, Johannes Thingnes Bø und Tarjei Bø überraschend der Sieg im Sprint über 7,5 km. Dies war ihr erster Weltmeistertitel und auch die einzige Einzelmedaille für die norwegische Damenmannschaft bei der Heim-WM. Die norwegische Damenstaffel gewann in der Besetzung Synnøve Solemdal, Birkeland, Eckhoff und Marte Olsbu ebenfalls Gold. Am Saisonfinale des Weltcups in Chanty-Mansijsk nahm Eckhoff nicht mehr teil.
Während sich die Weltcuprennen des Jahres 2016/17 mit einem zweiten Platz beim Sprint in Pyeongchang sowie jeweils einem Sieg beim Sprint in Kontiolahti und beim Massenstart in Oslo sowie vielen Platzierungen außerhalb der Top 10 sich im Bereich von Eckhoffs üblichen Leistungen bewegten, enttäuschten sie und die norwegische Damenmannschaft bei den Biathlon-Weltmeisterschaften 2017 in Hochfilzen. In den Einzelrennen konnte sich keine norwegische Biathletin innerhalb der besten 10 platzieren und auch die norwegische Damenstaffel erreichte nur den elften Platz.

### Zweite Olympiateilnahme (2017 bis 2020)
Nachdem Eckhoff den vergangenen Winter mit einem Sieg beendet hatte, war sie auch in ihrem ersten Rennen der Saison 2017/18 erfolgreich; sie gewann gemeinsam mit Ingrid Landmark Tandrevold, Johannes Thingnes Bø und Emil Hegle Svendsen die Mixedstaffel in Östersund. In den Einzelrennen in Östersund, Hochfilzen, Annecy/Le Grand-Bornand, Oberhof und Ruhpolding erreichte sie in keinem Rennen eine Top-10-Platzierung. Beim letzten Weltcup vor den Olympischen Winterspielen 2018 in Antholz gewann sie das Sprintrennen und erreichte im Verfolgungsrennen trotz vier Schießfehlern noch den vierten Rang. Bei den Winterspielen in Pyeongchang gewann Eckhoff – wie vier Jahre zuvor in Sotschi – die Bronzemedaille im Massenstart. Mit der Mixedstaffel war sie erneut erfolgreich, gemeinsam mit Marte Olsbu, Johannes Thingnes Bø und Emil Hegle Svendsen gewann sie die Silbermedaille. Im Staffelrennen verpasste die norwegische Mannschaft in der Besetzung Solemdal, Eckhoff, Tandrevold und Olsbu trotz drei Strafrunden nur um wenige Sekunden die Bronzemedaille. In den restlichen Weltcuprennen des Winters erreichte Eckhoff drei Top-10-Platzierungen, darunter ein dritter Platz beim Sprint in Tjumen. Im Mixedstaffelrennen in Kontiolahti wurde sie gemeinsam mit Synnøve Solemdal, Henrik L’Abée-Lund und Tarjei Bø ebenfalls Dritte.
Zum Beginn der Weltcupsaison 2018/19 nahm sie nicht an den ersten Weltcuprennen auf der Pokljuka-Hochebene in Slowenien teil, bei den nächsten fünf Weltcupstationen erreichte sie in keinem Einzelrennen eine Top-10-Platzierung. Mit der norwegischen Damenstaffel wurde sie in dieser Zeit Sechste und Vierte, beim Weltcup in Ruhpolding erreichte sie gemeinsam mit Synnøve Solemdal, Ingrid Landmark Tandrevold und Marte Olsbu, die ab diesem Winter als Marte Olsbu Røiseland an den Start ging, den zweiten Rang hinter der siegreichen Mannschaft aus Frankreich. Bei den Rennen in Canmore gewann sie das verkürzte Einzelrennen über 12,5 km. Es war die erste Austragung dieser Variante des Einzelwettkampfs im Weltcup und auch Eckhoffs erster Weltcupsieg in dieser Disziplin. Wegen der tiefen Temperaturen in Kanada entschied sich die Rennleitung, das Einzelrennen als verkürzte Variante durchzuführen. Beim Staffelrennen wurden die norwegischen Damen erneut Zweite, Emilie Ågheim Kalkenberg ersetzte Synnøve Solemdal als Startläuferin. In Soldier Hollow erreichte Eckhoff mit einem 40. Platz im Sprint und einem 41. Platz im Verfolgungsrennen platzierte sie sich einmal knapp innerhalb und einmal knapp außerhalb der Punkteränge. Bei den Biathlon-Weltmeisterschaften 2019 in Östersund gewann sie, gemeinsam mit Marte Olsbu Røiseland, Johannes Thingnes Bø und Vetle Sjåstad Christiansen Gold im Mixedstaffelrennen. Im Verfolgungsrennen verbesserte sie sich vom neunten auf den zweiten Rang und gewann damit ihre zweite Einzelmedaille bei Titelkämpfen. Wie schon bei den Heimweltmeisterschaften in Oslo gewann die norwegische Damenmannschaft das Staffelrennen. In den letzten Wettkämpfen des Winters am Holmenkollen in Oslo folgte auf einen siebten und einen sechsten Platz mit einem zweiten Platz noch eine Podiumsplatzierung im letzten Rennen des Winters. In der Saison 2019/20 wurde Eckhoff im Gesamtweltcup Zweite hinter Dorothea Wierer, dazu gewann sie mit dem Verfolgungsweltcups ihre erste Disziplinenwertung. Sie gewann sieben Weltcuprennen und holte bei den Weltmeisterschaften in Antholz die Goldmedaille in der Staffel und Mixed-Staffel.

### Gesamtweltcupsiegerin (2020 bis 2023)
Die Saison 2020/21 war die mit Abstand erfolgreichste in der Karriere von Eckhoff. Nach einem schwachen Saisonauftakt mit zwei hinteren Plätzen in Kontiolahti, steigerte sie sich deutlich und fuhr im weiteren Verlauf der Saison bis auf drei Rennen immer in die Top 10. Sie gewann in dieser Saison erstmals den Gesamtweltcup und holte auch die Disziplinenwertungen im Sprint und der Verfolgung. Insgesamt gelangen ihr 13 Weltcupsiege, nur Magdalena Forsberg hat in der Saison 2000/01 mit 14 eines mehr gewonnen. Mit sieben gewonnenen Weltcupsprints in Folge wurde Eckhoff zur ersten Athletin in der Biathlongeschichte, die das in einer einzelnen Disziplin erreichte. Dazu gewann sie vom Sprint in Nové Město na Moravě bis zum Sprint beim Weltcupfinale in Östersund fünf Weltcuprennen hintereinander. Auch bei den Biathlon-Weltmeisterschaften 2021 in Pokljuka war Eckhoff sehr erfolgreich, sie gewann insgesamt sechs Medaillen und wurde Weltmeisterin im Sprint, in der Verfolgung, der Staffel und Mixed-Staffel.
Beim Saison-Highlight 2021/22, den Olympischen Winterspielen 2022, gewann sie gemeinsam mit Marte Olsbu Røiseland, Tarjei Bø und Johannes Thingnes Bø Gold in der Mixed-Staffel. Im Massenstart gewann sie Silber und in der Verfolgung Bronze. Damit erreichte sie insgesamt acht Medaillen bei Olympischen Winterspielen. Beim Saisonfinale in Oslo im März 2022 konnte Eckhoff vor heimischen Publikum in ihren letzten Rennen den Sprint und die Verfolgung gewinnen. Den Gesamtweltcup der Saison 2021/22 schloss sie auf dem elften Platz ab. Bei der anschließenden Saison-Abschlussfeier steckte sie sich mit Corona an und leidet bis heute unter den Folgeerscheinungen. Durch die Erkrankung konnte sie in der kompletten Saison 2022/23 keinen Wettbewerb bestreiten.
Am 15. März 2023 gab Eckhoff im Alter von 32 Jahren ihr Karriereende als Biathletin im Leistungssport bekannt. Sie erklärte nach ihrer einjährigen Zwangspause in Folge ihrer Coronainfektion nicht mehr in den Weltcup zurückzukehren.

### Norwegische Meisterschaften
Tiril Eckhoff ist mehrfache norwegische Meisterin im Biathlon. Bei diesen Wettkämpfen, die immer Ende März oder Anfang April im Anschluss an den Weltcup an wechselnden Austragungsorten stattfinden, gewann sie fast immer mindestens eine Medaille.

## Statistik

### Weltcupsiege
| Nr. | Datum         | Ort                  | Disziplin         |
| --- | ------------- | -------------------- | ----------------- |
| 1.  | 6. Dez. 2014  | Östersund            | Sprint            |
| 2.  | 5. März 2016  | Oslo (WM)            | Sprint            |
| 3.  | 10. März 2017 | Kontiolahti          | Sprint            |
| 4.  | 19. März 2017 | Oslo                 | Massenstart       |
| 5.  | 18. Jan. 2018 | Antholz              | Sprint            |
| 6.  | 8. Feb. 2019  | Canmore              | Verkürztes Einzel |
| 7.  | 15. Dez. 2019 | Hochfilzen           | Verfolgung        |
| 8.  | 20. Dez. 2019 | Le Grand-Bornand     | Sprint            |
| 9.  | 21. Dez. 2019 | Le Grand-Bornand     | Verfolgung        |
| 10. | 22. Dez. 2019 | Le Grand-Bornand     | Massenstart       |
| 11. | 15. Jan. 2020 | Ruhpolding           | Sprint            |
| 12. | 19. Jan. 2020 | Ruhpolding           | Verfolgung        |
| 13. | 8. März 2020  | Nové Město na Moravě | Massenstart       |
| 14. | 6. Dez. 2020  | Kontiolahti          | Verfolgung        |
| 15. | 18. Dez. 2020 | Hochfilzen           | Sprint            |
| 16. | 19. Dez. 2020 | Hochfilzen           | Verfolgung        |
| 17. | 8. Jan. 2021  | Oberhof              | Sprint            |
| 18. | 9. Jan. 2021  | Oberhof              | Verfolgung        |
| 19. | 14. Jan. 2021 | Oberhof              | Sprint            |
| 20. | 13. Feb. 2021 | Pokljuka (WM)        | Sprint            |
| 21. | 14. Feb. 2021 | Pokljuka (WM)        | Verfolgung        |
| 22. | 6. März 2021  | Nové Město na Moravě | Sprint            |
| 23. | 7. März 2021  | Nové Město na Moravě | Verfolgung        |
| 24. | 12. März 2021 | Nové Město na Moravě | Sprint            |
| 25. | 13. März 2021 | Nové Město na Moravě | Verfolgung        |
| 26. | 19. März 2021 | Östersund            | Sprint            |
| 27. | 6. März 2022  | Kontiolahti          | Verfolgung        |
| 28. | 18. März 2022 | Oslo                 | Sprint            |
| 29. | 19. März 2022 | Oslo                 | Verfolgung        |

| Nr. | Datum         | Ort                  | Disziplin       |
| --- | ------------- | -------------------- | --------------- |
| 1.  | 19. Feb. 2014 | Sotschi (OS)         | Mixedstaffel 1  |
| 2.  | 6. Feb. 2015  | Nové Město na Moravě | Mixedstaffel 2  |
| 3.  | 29. Nov. 2015 | Östersund            | Mixedstaffel 2  |
| 4.  | 11. März 2016 | Oslo (WM)            | Staffel 3       |
| 5.  | 27. Nov. 2017 | Östersund            | Mixedstaffel 4  |
| 6.  | 7. März 2019  | Östersund (WM)       | Mixedstaffel 5  |
| 7.  | 16. März 2019 | Östersund (WM)       | Staffel 6       |
| 8.  | 8. Dez. 2019  | Östersund            | Staffel 7       |
| 9.  | 14. Dez. 2019 | Hochfilzen           | Staffel 7       |
| 10. | 11. Jan. 2020 | Oberhof              | Staffel 6       |
| 11. | 17. Jan. 2020 | Ruhpolding           | Staffel 7       |
| 12. | 13. Feb. 2020 | Antholz (WM)         | Mixedstaffel 8  |
| 13. | 22. Feb. 2020 | Antholz (WM)         | Staffel 6       |
| 14. | 7. März 2020  | Nové Město na Moravě | Staffel 9       |
| 15. | 12. Dez. 2020 | Hochfilzen           | Staffel 7       |
| 16. | 10. Feb. 2021 | Pokljuka (WM)        | Mixedstaffel 10 |
| 17. | 20. Feb. 2021 | Pokljuka (WM)        | Staffel 11      |
| 18. | 14. März 2021 | Nové Město na Moravě | Mixedstaffel 8  |
| 19. | 22. Jan. 2022 | Antholz              | Staffel 9       |
| 20. | 3. März 2022  | Kontiolahti          | Staffel 11      |
| 21. | 13. März 2022 | Otepää               | Mixedstaffel 12 |

### Biathlon-Weltcup-Platzierungen
Die Tabelle zeigt alle Platzierungen (je nach Austragungsjahr einschließlich Olympische Spiele und Weltmeisterschaften).
- 1.–3. Platz: Anzahl der Podiumsplatzierungen
- Top 10: Anzahl der Platzierungen unter den ersten zehn (einschließlich Podium)
- Punkteränge: Anzahl der Platzierungen innerhalb der Punkteränge (einschließlich Podium und Top 10)
- Starts: Anzahl gelaufener Rennen in der jeweiligen Disziplin
- Staffel: inklusive Mixed- und Single-Mixed-Staffeln

| Platzierung | Einzel | Sprint | Verfolgung | Massenstart | Staffel | Gesamt |
| ----------- | ------ | ------ | ---------- | ----------- | ------- | ------ |
| 1. Platz    | 1      | 14     | 11         | 3           | 20      | 49     |
| 2. Platz    |        | 3      | 2          | 3           | 7       | 15     |
| 3. Platz    |        | 4      | 1          | 3           | 8       | 16     |
| Top 10      | 4      | 34     | 28         | 22          | 57      | 145    |
| Punkteränge | 17     | 72     | 57         | 35          | 59      | 240    |
| Starts      | 23     | 88     | 65         | 35          | 59      | 270    |

### Olympische Winterspiele

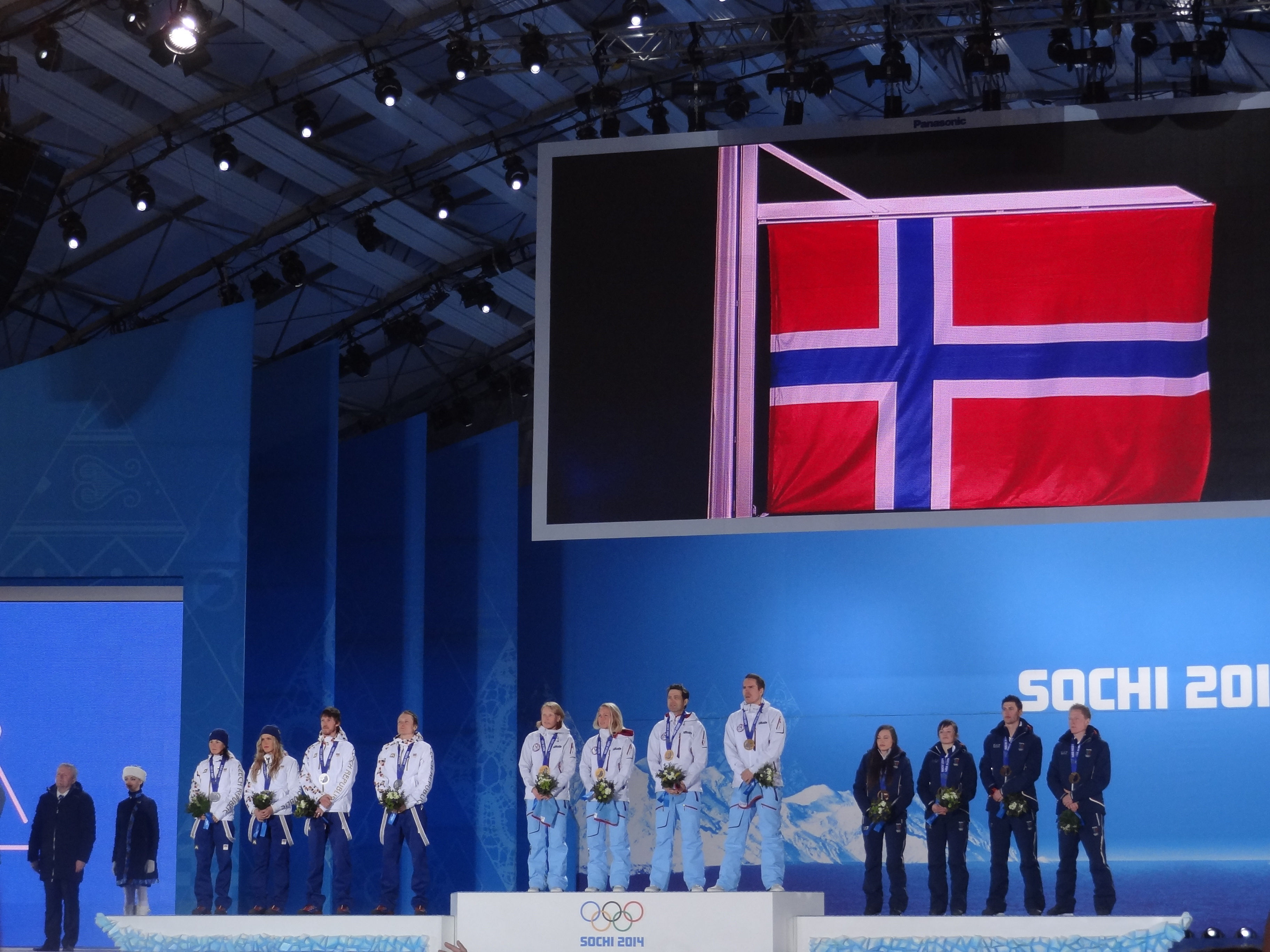
Siegerehrung nach dem Mixedstaffelrennen bei den Olympischen Winterspielen 2014

Ergebnisse bei Olympischen Winterspielen:
| Olympische Winterspiele | Olympische Winterspiele | Einzel | Sprint | Verfolgung | Massenstart | Staffel | Mixedstaffel |
| Jahr                    | Ort                     | Einzel | Sprint | Verfolgung | Massenstart | Staffel | Mixedstaffel |
| ----------------------- | ----------------------- | ------ | ------ | ---------- | ----------- | ------- | ------------ |
| 2014                    | Sotschi                 | 18.    | 18.    | 24.        | 3.          | 3.      | 1.           |
| 2018                    | Pyeongchang             | 23.    | 24.    | 9.         | 3.          | 4.      | 2.           |
| 2022                    | Peking                  | 22.    | 11.    | 3.         | 2.          | 4.      | 1.           |

### Weltmeisterschaften
Ergebnisse bei Biathlon-Weltmeisterschaften:
| Weltmeisterschaften | Weltmeisterschaften | Einzel | Sprint | Verfolgung | Massenstart | Staffel | Mixedstaffel | Single-Mixedstaffel |
| Jahr                | Ort                 | Einzel | Sprint | Verfolgung | Massenstart | Staffel | Mixedstaffel | Single-Mixedstaffel |
| ------------------- | ------------------- | ------ | ------ | ---------- | ----------- | ------- | ------------ | ------------------- |
| 2015                | Kontiolahti         | 52.    | 19.    | 18.        | 15.         | 4.      | 3.           |                     |
| 2016                | Oslo                | 43.    | 1.     | 17.        | 24.         | 1.      | 3.           |                     |
| 2017                | Hochfilzen          | 39.    | 13.    | 30.        | 12.         | 11.     | 8.           |                     |
| 2019                | Östersund           | 37.    | 9.     | 2.         | 5.          | 1.      | 1.           | -                   |
| 2020                | Antholz             | 15.    | 59.    | 20.        | 7.          | 1.      | 1.           | -                   |
| 2021                | Pokljuka            | 23.    | 1.     | 1.         | 3.          | 1.      | 1.           | 2.                  |

### Norwegische Meisterschaften

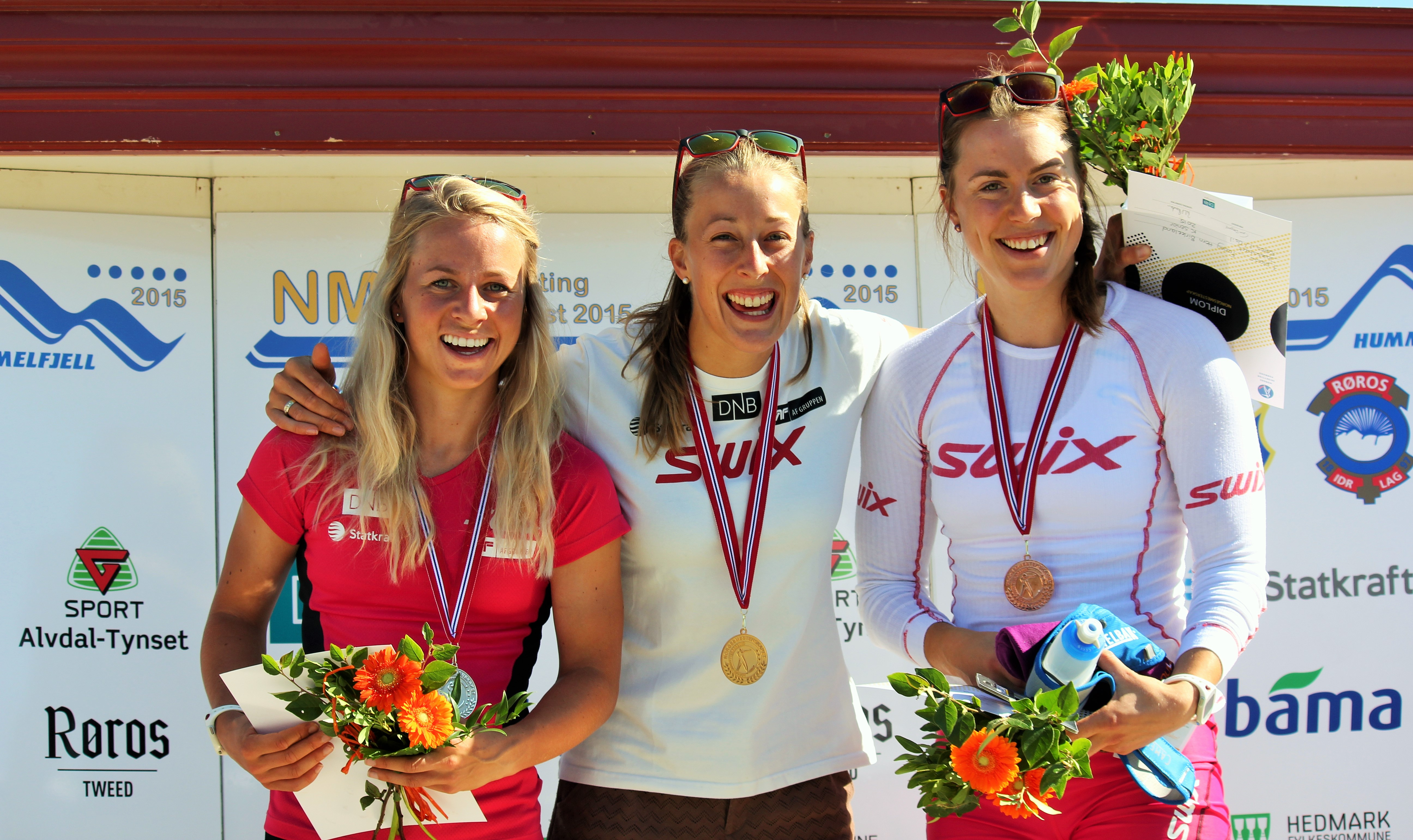
Tiril Eckhoff bei den Norwegischen Meisterschaften mit Fanny Horn Birkeland und Synnøve Solemdal

Ergebnisse bei Norwegischen Meisterschaften im Biathlon
| Jahr | Ort         | Einzel | Sprint | Verfolgung | Massenstart | Staffel | Mixed-Staffel |
| ---- | ----------- | ------ | ------ | ---------- | ----------- | ------- | ------------- |
| 2008 | Stryn       | –      | 16.    | 12.        |             | 1.      |               |
| 2009 | Lillehammer | 15.    | 9.     | 14.        |             | 4.      |               |
| 2010 | Simostranda | 14.    | 16.    |            | 8.          | 3.      |               |
| 2011 | Bardufoss   | 4.     | 6.     | 8.         |             | 3.      |               |
| 2012 | Trondheim   | 6.     | 9.     |            | DNS         | 2.      |               |
| 2013 | Dombås      | DNS    | 1.     | 2.         |             | 1.      |               |
| 2014 | Voss        | DNS    | 2.     |            | 2.          | 2.      |               |
| 2017 | Mo i Rana   | 13.    | 1.     | 1.         | 2.          |         |               |
| 2019 | Ål          | 13.    |        | 3.         |             | 1.      |               |

### Weitere Erfolge
- Militär-Skiweltmeisterschaften 2010 in Brusson – Militärpatrouille
- Norwegische Meisterschaften im Sommerbiathlon 2010 in Sirdal – Sprint